# 塞梅魯火山

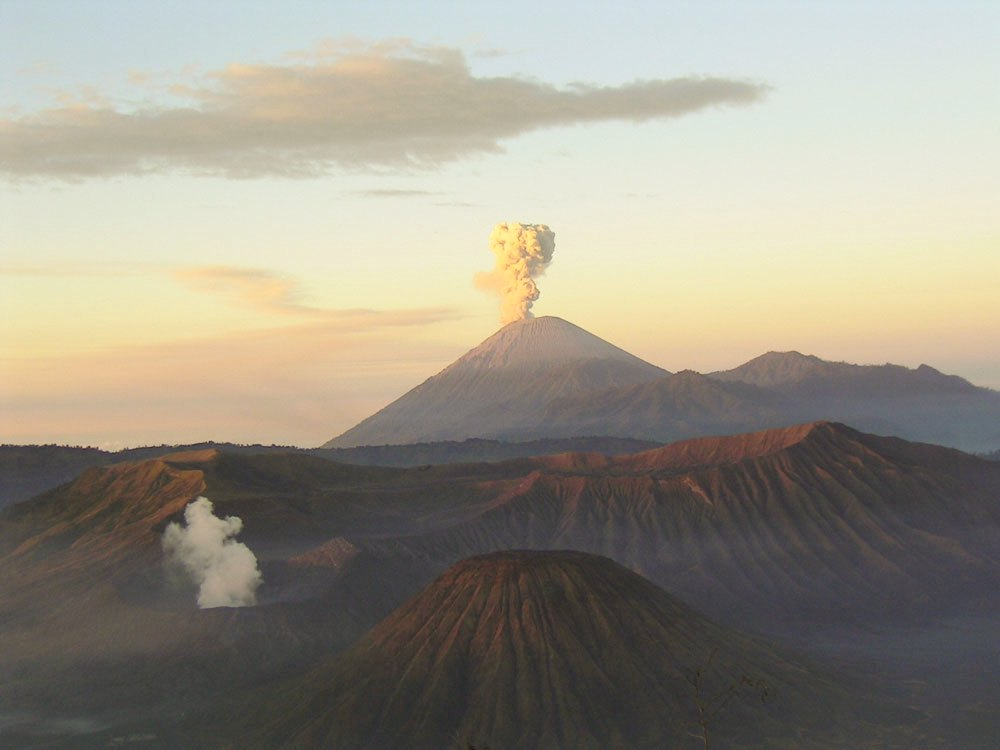
塞梅魯火山

塞梅魯火山是印度尼西亞的火山，位於爪哇島東南部，行政方面由東爪哇省負責管轄，海拔高度3,676米，是爪哇島最高的山峰，自1818年有55次火山爆發的記錄，造成熔岩流和火山碎屑流，所有爆發的強度為火山爆發指數2至3級。

## 2021年噴發
2021年12月4日，塞梅鲁火山於該年第二次喷发（首次於2021年1月），並於同月6日發生第三次噴發。
噴發造成至少43人丧生、13人失蹤、104人灼傷。

## 外部連結
- Satellite picture by Google Maps （页面存档备份，存于）